# Linh dương nước
Linh dương nước (danh pháp hai phần: Kobus ellipsiprymnus) là một loài linh dương lớn phân bố rộng tại châu Phi hạ Sahara. Loài này thuộc chi Kobus, họ Bovidae. Loài này được nhà tự nhiên học người Ireland William Ogilby mô tả lần đầu tiên năm 1833.